# Courtefontaine (Doubs)
 Courtefontaine  es una población y comuna francesa, en la región de Franco Condado, departamento de Doubs, en el distrito de Montbéliard y cantón de Saint-Hippolyte.

## Demografía
| 196 | 196 | 215 | 240 | 230 | 215 |
| Para los censos de 1962 a 1999 la población legal corresponde a la población sin duplicidades (Fuente: INSEE [Consultar]) |     |     |     |     |     |